# Jamshid (nome)
Jamshid (in persiano: جمشید) è un nome proprio di persona persiano maschile.

## Varianti
- Varianti di traslitterazione: Jamshed[1], Jamsheed[1]

### Varianti in altre lingue
- Azero: Cəmşid
- Tagico: Ҷамшед (Jamshed)[1]

## Origine e diffusione
Riprende il nome di Jamshid, un mitologico re persiano (in avestico Yima Xšaēta); il suo nome proprio era جم (Jam, Yima in avestico, che vuol dire forse "fiume" o "gemello"), ma era detto Xšaēta ("raggiante", "splendente"), quindi il nome Jamshid significa letteralmente "Jam splendente".

## Persone
- Jamshid bin Abdullah di Zanzibar, ultimo sultano di Zanzibar
- Ghiyath al-Din Jamshid Mas'ud al-Kashi, nome completo di al-Kashi, matematico e astronomo persiano

### Varianti
- Cəmşid Məhərrəmov, calciatore azero